# Aydinboulag
Aydinboulag est un village de la région de Şəki en Azerbaïdjan.

## Géographie
Le village d'Aydinboulag de la région de Şəki est situé dans la circonscription administrative du village d'Aydinboulag.

## Économie
La principale occupation de la population du village est l'agriculture, l'apiculture, la céréaliculture, la culture du tabac et l'élevage.

## Population
Selon les statistiques de 2009, la population du village est de 873 personnes.

## Culture
Il y a une bibliothèque, un centre médical, un club et un centre culturel dans le village d'Aydinboulag.